# Ophiothrix oerstedii
Ophiothrix oerstedii är en ormstjärneart som beskrevs av Christian Frederik Lütken 1856. Ophiothrix oerstedii ingår i släktet Ophiothrix och familjen Ophiothrichidae. Utöver nominatformen finns också underarten O. o. lutea.